# Argyrodes meus
Argyrodes meus là một loài nhện trong họ Theridiidae.
Loài này thuộc chi Argyrodes. Argyrodes meus được Embrik Strand miêu tả năm 1907.